# 勝浦運転区
勝浦運転区（かつうらうんてんく）は、かつて千葉県勝浦市にあった日本国有鉄道（国鉄）千葉鉄道管理局・東日本旅客鉄道（JR東日本）千葉支社の車両基地で、運転士の所属する組織である。

## 配置車両に標記されていた略号
気動車:「千カウ」…千葉鉄道管理局の「千」と勝浦を意味する「カウ」から構成される。

## 配置車両

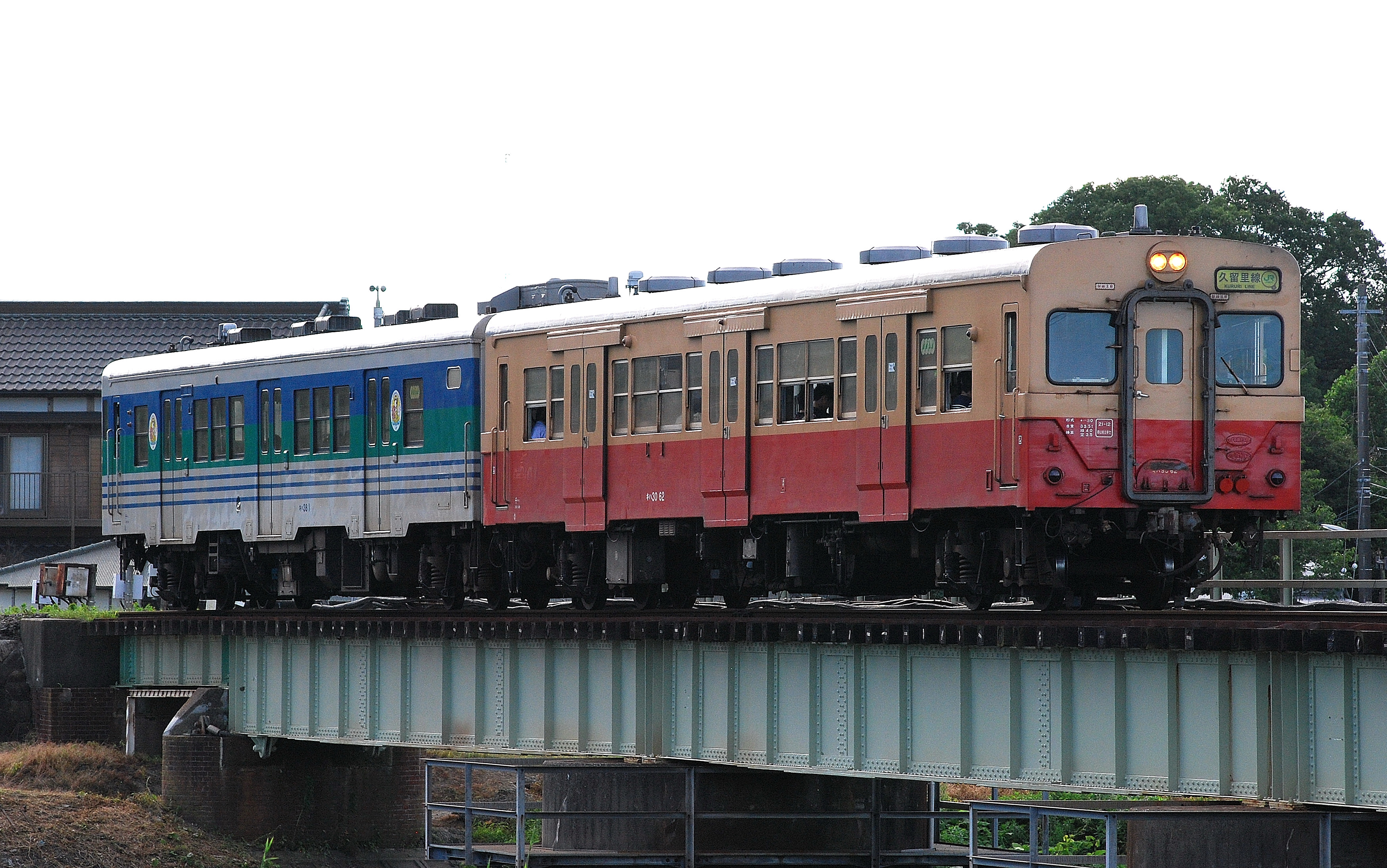
キハ30 62
（新製配置車）

外房線、木原線（現・いすみ鉄道）で運用される気動車が1975年まで配置されていた。その後、木原線がいすみ鉄道に移管される1988年までは木更津支区所属のキハ35系気動車が常駐していた。

### 1975年までの主な配置車両
- キハ35系気動車

## 歴史
- 1950年（昭和25年）8月1日 - 地方組織改正により千葉鉄道管理局の管轄とされる。以後、民営化まで千葉鉄道管理局の管轄。
- 1975年（昭和50年）3月10日 - 合理化により木更津支区に車両配置を統合。
- 1987年（昭和62年）4月1日 - 国鉄分割民営化によりJR東日本が継承。千葉支社の管轄とされる。
- 1988年（昭和63年）3月24日 - 木原線廃止により気動車の検修終了。
- 1995年（平成7年） - 勝浦運転区閉区。千葉車掌区鴨川支区と統合した鴨川運輸区へ移管する。

その後、かつての留置線は勝浦駅の留置線として改修され、夜間に電車が留置されている。